# ノア (イングランド)

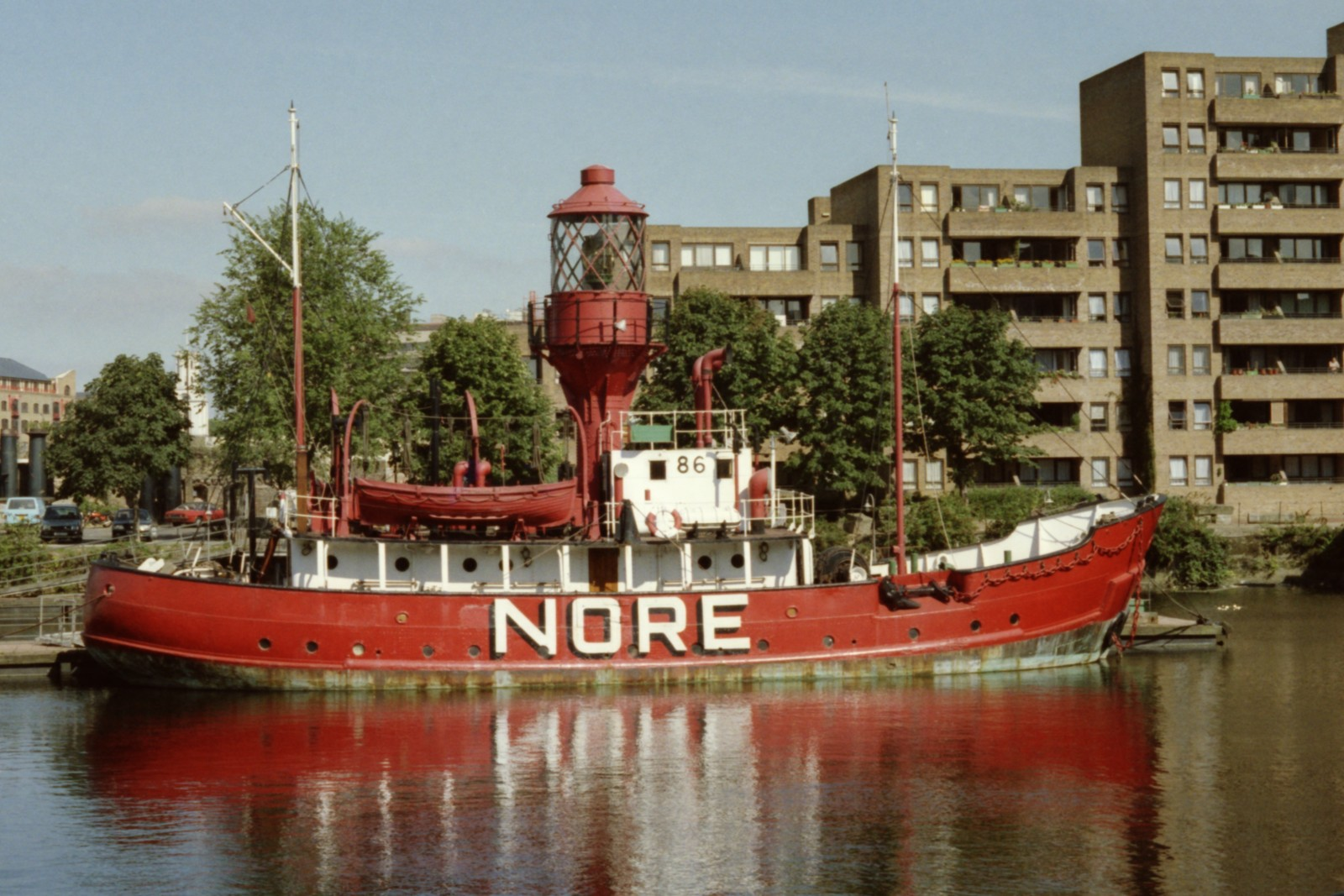
ノアの灯台船

ノア（英: Nore）は、イギリス、イングランドのテムズ川の三角江にある砂州。シェピー島にあるシアネスの町に近い。テムズ川と北海が出会う地点である。
ノアは海運の難所であり、1732年、世界初の灯台船が置かれた。灯台船はロバート・ハンブリンが特許をとった発案であり、ノアの灯台船はその実験として置かれたものである。1819年にはイングランドに9隻の灯台船があったことから、その実験は成功したということが知れる。ノアの灯台船は、トリニティ・ハウス（全国灯台協会、General Lighthouse Authority）によって運営されていた。
初期のノア灯台船は、小型の木造船で、しばしばオランダ製のギャリオット船が用いられた。19世紀末には回転式の灯火を装備した大型の船も使用されたが、1915年頃に当局によって灯台船の使用は廃止された。エセックス州のシューベリネス（Shoeburyness）とケント州のシェピー島の中間にあるシー・リーチ1番（Sea Reach No.1）ブイが、以前の灯台船の停泊地点を示している（2006年現在）。これはテムズ川の終わりと北海の始まりを定めている。
1899年から1955年まで、イギリス海軍は「ノア管区司令長官」の役職を置き、ロンドン港への入り口の防衛と大ブリテン島東海岸沿いの海運の保護の責任者としていた。

## 反乱
1797年の5月から6月にかけて、ノアに隣接する錨泊地を舞台に、停泊中のイギリス艦隊で反乱が発生した。（ノアの反乱）

## 参照
1. ↑  トリニティ・ハウス
2. ↑  ロンドン、ポートシティ

- この記事にはアメリカ合衆国内で著作権が消滅した次の百科事典本文を含む: Chisholm, Hugh, ed. (1911). "Nore, The". Encyclopædia Britannica (英語). Vol. 19 (11th ed.). Cambridge University Press. p. 742.